# Marmorino
Il marmorino è una decorazione a stucco che tende ad imitare il marmo. È generalmente utilizzato nella decorazione quando l'utilizzo di lastre di marmo risulta troppo costoso.

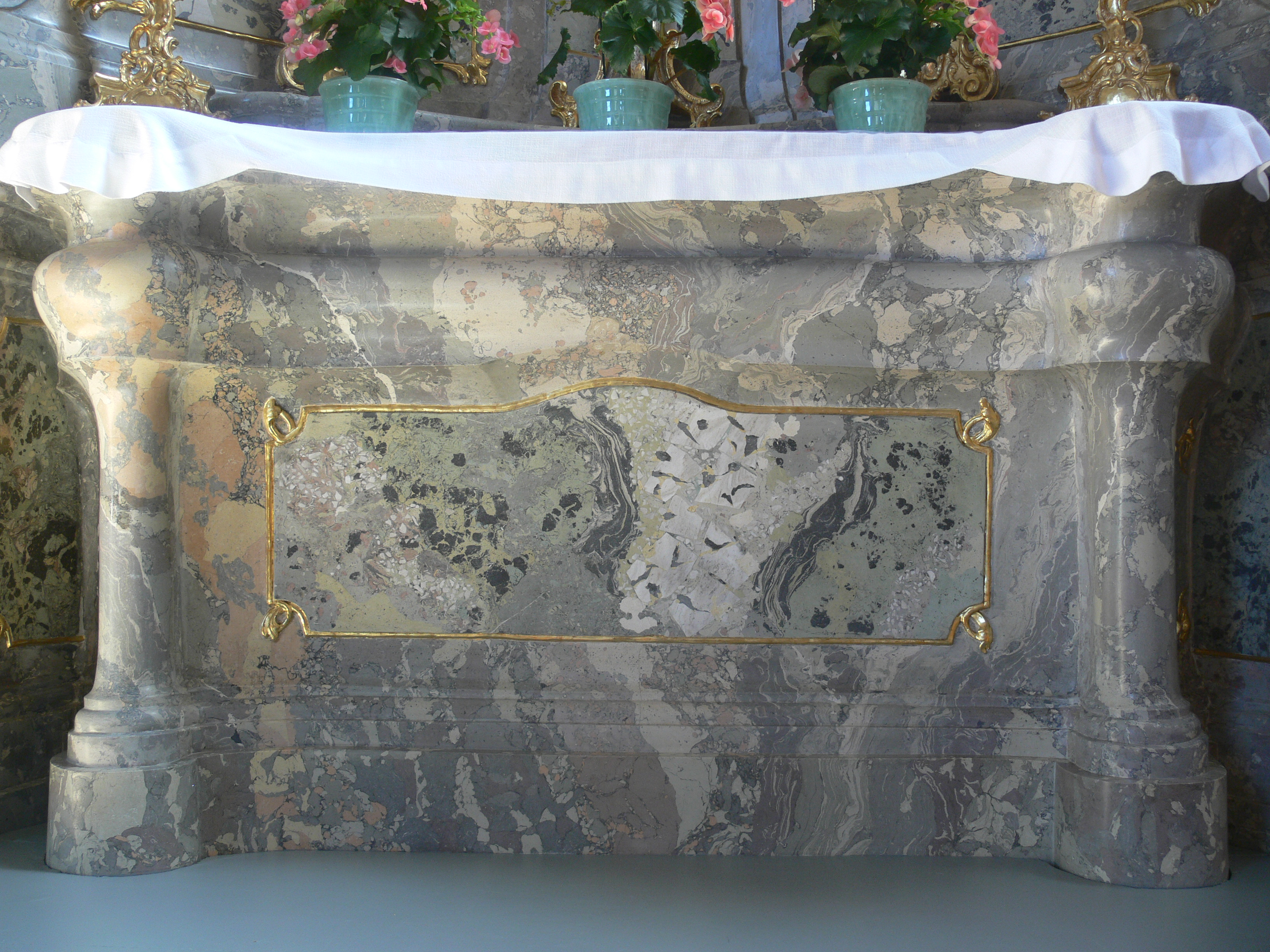
Esempio di altare in Marmorino; Germania, 1771.

## Storia
L'uso della tecnica del marmorino era già conosciuta ai tempi dei Romani e forse ancora precedentemente, alcuni ritrovamenti sono comunque stati fatti a Pompei, la tecnica è stata poi codificata in Europa durante il periodo del Rinascimento attraverso varie scuole artistiche. La scuola Italiana risultava più astratta, mentre la scuola Francese risultava più formale e realistica. In genere era necessario un apprendistato di 10 anni per diventare professionisti.
I risultati possono essere talmente realistici da non essere distinti dal marmo naturale. La tecnica fu così utilizzata in tutte le correnti artistiche, inclusi Barocco, Palladiano, Neoclassico, Art Nouveau e Art Deco.